# Regiões da UNESCO

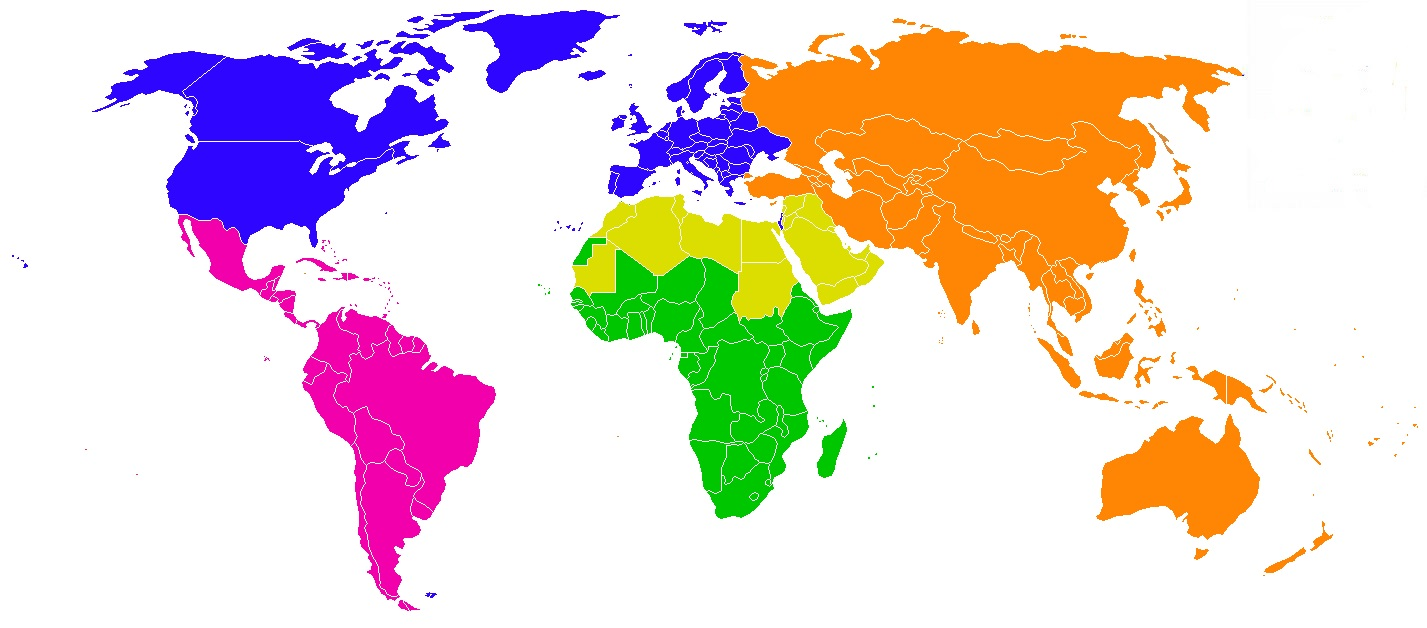
Regiões da UNESCO:
África
América Latina e Caribe
Ásia e Pacífico
Estados Árabes
Europa e América do Norte

As Regiões da UNESCO são a forma como a Organização das Nações Unidas para a Educação, a Ciência e a Cultura (UNESCO), uma agência especializada das Nações Unidas, subdivide a totalidade dos Estados-membros das Nações Unidas e, consequentemente, dos Estados signatários da Convenção do Património Mundial.
A divisão geográfica criada pela organização categoriza os Estados signatários em grandes grupos de países de acordo com similaridades e correlações culturais visando facilitar a atuação da organização no reconhecimento, preservação e valorização do Património Mundial, bem como na implantação de programas de auxílio e promoção da educação e da cultura. Desta forma, o esquema regional da UNESCO não coincide necessariamente com as tradicionais divisões geopolíticas ou nacionais ou com o geoesquema dos Grupos regionais das Nações Unidas.

## Regiões da UNESCO
Todos os Estados-membros das Nações Unidas são também Estados-membros da UNESCO, com exceção de Estados Unidos, Israel e Liechtenstein. Em suma, as Nações Unidas possuem 194 Estados-membros plenos enquanto a UNESCO possui 191 Estados-membros. A maioria dos Estados-membros da UNESCO são signatários ("Estados-parte") da Convenção para a Proteção do Patrimônio Mundial, Cultural e Natural, publicada em 16 de outubro de 1972 e que visa a listagem e preservação do Patrimônio da Humanidade nestes países. Uma exceção absoluta é a Santa Sé que não possui membresia plena no Sistema das Nações Unidas, mas aceitou a Convenção do Patrimônio Mundial e é considerada um Estado-parte da UNESCO. 
Como forma de simplificar a compreensão da listagem de países, a tabela abaixo considera a quantidade total de Estados-membros da UNESCO, independentemente de sua condição de aceitação da Convenção do Patrimônio Mundial ou de outros tratados internacionais dispostos pela organização. Os países são categorizados pela "Região UNESCO" e também pela "Sub-região das Nações Unidas" a que pertencem. 
| Região                    | Região                    | Sub-regiões         | Estados-membros | Estados-membros | Sítios do Patrimônio Mundial | Sítios do Patrimônio Mundial |
| Região                    | Região                    | Sub-regiões         | Subregião       | Região          | Total                        | Perigo                       |
| ------------------------- | ------------------------- | ------------------- | --------------- | --------------- | ---------------------------- | ---------------------------- |
| África Subsaariana        | África                    | África Austral      | 5               | 44              | 112                          | 14                           |
| África Subsaariana        | África                    | África Central      | 9               | 44              | 112                          | 14                           |
| África Subsaariana        | África                    | África Ocidental    | 16              | 44              | 112                          | 14                           |
| África Subsaariana        | África                    | África Oriental     | 14              | 44              | 112                          | 14                           |
| América Latina            | América Latina e Caribe   | América Central     | 8               | 33              | 150                          | 6                            |
| América Latina            | América Latina e Caribe   | América do Sul      | 12              | 33              | 150                          | 6                            |
| América Latina            | América Latina e Caribe   | Caribe              | 13              | 33              | 150                          | 6                            |
| Ásia e Oceania            | Ásia e Pacífico           | Ásia Central        | 6               | 30              | 296                          | 6                            |
| Ásia e Oceania            | Ásia e Pacífico           | Ásia Oriental       | 5               | 30              | 296                          | 6                            |
| Ásia e Oceania            | Ásia e Pacífico           | Ásia Meridional     | 9               | 30              | 296                          | 6                            |
| Ásia e Oceania            | Ásia e Pacífico           | Sudeste Asiático    | 10              | 30              | 296                          | 6                            |
| Estados Árabes            | Estados Árabes            | África Setentrional | 7               | 19              | 96                           | 23                           |
| Estados Árabes            | Estados Árabes            | Ásia Ocidental      | 12              | 19              | 96                           | 23                           |
| América do Norte e Europa | Europa e América do Norte | América do Norte    | 2               | 63              | 573                          | 7                            |
| América do Norte e Europa | Europa e América do Norte | Europa Setentrional | 8               | 63              | 573                          | 7                            |
| América do Norte e Europa | Europa e América do Norte | Europa Ocidental    | 23              | 63              | 573                          | 7                            |
| América do Norte e Europa | Europa e América do Norte | Europa Oriental     | 23              | 63              | 573                          | 7                            |
| América do Norte e Europa | Europa e América do Norte | Europa Meridional   | 9               | 63              | 573                          | 7                            |

## Países por região

### África
| Estado-parte                   | Capital      | Localização      | Idioma oficial                     | Código (UNESCO) |
| ------------------------------ | ------------ | ---------------- | ---------------------------------- | --------------- |
| África do Sul                  | Pretória     | África Austral   | Inglês                             | ZA              |
| Angola                         | Luanda       | África Austral   | Português                          | AO              |
| Benim                          | Porto-Novo   | África Ocidental | Francês                            | BJ              |
| Botswana                       | Gaborone     | África Austral   | Inglês Tsuana                      | BW              |
| Burquina Fasso                 | Uagadugu     | África Ocidental | Francês                            | BF              |
| Burundi                        | Gitega       | África Oriental  | Francês Rundi Inglês               | BI              |
| Cabo Verde                     | Praia        | África Ocidental | Português                          | CV              |
| Camarões                       | Iaundé       | África Central   | Francês Inglês                     | CM              |
| Chade                          | Jamena       | África Central   | Francês Árabe                      | TD              |
| Comores                        | Moroni       | África Oriental  | Comoriano Francês Árabe            | KM              |
| Costa do Marfim                | Iamussucro   | África Ocidental | Francês                            | CI              |
| Djibuti                        | Djibuti      | África Oriental  | Francês , Árabe                    | DJ              |
| Eritreia                       | Asmara       | África Oriental  | Tigrínia Árabe Inglês              | ER              |
| Essuatíni                      | Mbabane      | África Austral   | Inglês Suázi                       | SZ              |
| Etiópia                        | Adis Abeba   | África Oriental  | Amárico                            | ET              |
| Gabão                          | Libreville   | África Central   | Francês                            | GA              |
| Gâmbia                         | Banjul       | África Ocidental | Inglês                             | GM              |
| Gana                           | Acra         | África Ocidental | Inglês                             | GH              |
| Guiné                          | Conacri      | África Ocidental | Francês                            | GN              |
| Guiné-Bissau                   | Bissau       | África Ocidental | Português                          | GW              |
| Guiné Equatorial               | Malabo       | África Central   | Espanhol Francês Português         | GQ              |
| Ilhas Maurícias                | Porto Luís   | África Oriental  | Inglês Francês                     | MU              |
| Lesoto                         | Maseru       | África Austral   | Inglês Sesotho                     | LS              |
| Libéria                        | Monróvia     | África Ocidental | Inglês                             | LR              |
| Madagáscar                     | Antananarivo | África Oriental  | Malgaxe Francês                    | MG              |
| Malawi                         | Lilongué     | África Oriental  | Inglês Chichewa                    | MW              |
| Mali                           | Bamaco       | África Ocidental | Francês                            | ML              |
| Moçambique                     | Maputo       | África Austral   | Português                          | MZ              |
| Namíbia                        | Windhoek     | África Austral   | Inglês                             | NA              |
| Níger                          | Niamei       | África Ocidental | Francês                            | NE              |
| Nigéria                        | Abuja        | África Ocidental | Inglês                             | NG              |
| Quênia                         | Nairóbi      | África Oriental  | Inglês Suaíli                      | KE              |
| República Centro-Africana      | Bangui       | África Central   | Francês Sango                      | CF              |
| República Democrática do Congo | Quinxassa    | África Central   | Francês                            | CD              |
| República do Congo             | Brazzaville  | África Central   | Francês                            | CG              |
| Ruanda                         | Quigali      | África Oriental  | Quiniaruanda Francês Inglês        | RW              |
| São Tomé e Príncipe            | São Tomé     | África Central   | Português                          | ST              |
| Senegal                        | Dacar        | África Ocidental | Francês                            | SN              |
| Serra Leoa                     | Freetown     | África Ocidental | Inglês                             | SL              |
| Seicheles                      | Vitória      | África Oriental  | Inglês Francês Crioulo seichelense | SC              |
| Somália                        | Mogadíscio   | África Oriental  | Somali Árabe                       | SO              |
| Sudão do Sul                   | Juba         | África Oriental  | Inglês                             | SS              |
| Tanzânia                       | Dodoma       | África Oriental  | Suaíli Inglês                      | TZ              |
| Togo                           | Lomé         | África Ocidental | Francês                            | TG              |
| Uganda                         | Campala      | África Oriental  | Inglês Suaíli                      | UG              |
| Zâmbia                         | Lusaca       | África Austral   | Inglês                             | ZM              |
| Zimbabwe                       | Harare       | África Austral   | Inglês Xona Andebele               | ZW              |

### América Latina e Caribe
| Estado-parte             | Capital             | Localização      | Idioma oficial           | Código (UNESCO) |
| ------------------------ | ------------------- | ---------------- | ------------------------ | --------------- |
| Antígua e Barbuda        | São João            | Caribe           | Inglês                   | AG              |
| Argentina                | Buenos Aires        | América do Sul   | Espanhol                 | AR              |
| Bahamas                  | Nassau              | Caribe           | Inglês                   | BS              |
| Barbados                 | Bridgetown          | Caribe           | Inglês                   | BB              |
| Belize                   | Belmopã             | América Central  | Inglês                   | BZ              |
| Bolívia                  | Sucre               | América do Sul   | Espanhol Quíchua Aimará  | BO              |
| Brasil                   | Brasília            | América do Sul   | Português                | BR              |
| Chile                    | Santiago            | América do Sul   | Espanhol                 | CL              |
| Colômbia                 | Bogotá              | América do Sul   | Espanhol                 | CO              |
| Costa Rica               | San José            | América Central  | Espanhol                 | CR              |
| Cuba                     | Havana              | Caribe           | Espanhol                 | CU              |
| Dominica                 | Roseau              | Caribe           | Inglês                   | DM              |
| El Salvador              | San Salvador        | América Central  | Espanhol                 | SV              |
| Equador                  | Quito               | América do Sul   | Espanhol                 | EC              |
| Granada                  | São Jorge           | Caribe           | Inglês                   | GD              |
| Guatemala                | Cidade da Guatemala | América Central  | Espanhol                 | GT              |
| Guiana                   | Georgetown          | América do Sul   | Inglês                   | GY              |
| Haiti                    | Porto Príncipe      | Caribe           | Francês Crioulo haitiano | HT              |
| Honduras                 | Tegucigalpa         | América Central  | Espanhol                 | HN              |
| Jamaica                  | Kingston            | Caribe           | Inglês                   | JM              |
| México                   | Cidade do México    | América do Norte | Espanhol                 | MX              |
| Nicarágua                | Manágua             | América Central  | Espanhol                 | NI              |
| Panamá                   | Cidade do Panamá    | América Central  | Espanhol                 | PA              |
| Paraguai                 | Assunção            | América do Sul   | Espanhol Guarani         | PY              |
| Peru                     | Lima                | América do Sul   | Espanhol Quíchua         | PE              |
| República Dominicana     | Santo Domingo       | Caribe           | Espanhol                 | DO              |
| Santa Lúcia              | Castries            | Caribe           | Inglês                   | LC              |
| São Cristóvão e Neves    | Basseterre          | Caribe           | Inglês                   | KN              |
| São Vicente e Granadinas | Kingstown           | Caribe           | Inglês                   | VC              |
| Suriname                 | Paramaribo          | América do Sul   | Neerlandês               | SR              |
| Trinidad e Tobago        | Port of Spain       | Caribe           | Inglês                   | TT              |
| Uruguai                  | Montevidéu          | América do Sul   | Espanhol                 | UY              |
| Venezuela                | Caracas             | América do Sul   | Espanhol                 | VE              |

### Ásia e Pacífico
| Estado-parte     | Capital                   | Localização      | Idioma oficial    | Código (UNESCO) |
| ---------------- | ------------------------- | ---------------- | ----------------- | --------------- |
| Afeganistão      | Cabul                     | Ásia Meridional  | Pashto, Dari      | AF              |
| Austrália        | Camberra                  | Oceania          | Inglês            | AU              |
| Bangladesh       | Daca                      | Ásia Meridional  | Bengali           | BD              |
| Brunei           | Bandar Seri Begawan       | Sudeste Asiático | Malaio            | BN              |
| Butão            | Timbu                     | Ásia Meridional  | Dzongkha          | BT              |
| Camboja          | Phnom Penh                | Sudeste Asiático | Khmer             | KH              |
| Cazaquistão      | Astana                    | Ásia Central     | Cazaque, Russo    | KZ              |
| China            | Pequim                    | Ásia Oriental    | Mandarim          | CN              |
| Coreia do Norte  | Pyongyang                 | Ásia Oriental    | Coreano           | KP              |
| Coreia do Sul    | Seul                      | Ásia Oriental    | Coreano           | KR              |
| Filipinas        | Manila                    | Sudeste Asiático | Filipino          | PH              |
| Fiji             | Suva                      | Oceania          | Inglês Fijiano    | FJ              |
| Ilhas Cook       | Avarua                    | Oceania          | Inglês Maori      | CK              |
| Ilhas Marshall   | Majuro                    | Oceania          | Inglês Marshallês | MH              |
| Ilhas Salomão    | Honiara                   | Oceania          | Pijin             | SB              |
| Índia            | Nova Déli                 | Ásia Meridional  | Hindi             | IN              |
| Indonésia        | Jacarta                   | Sudeste Asiático | Indonésio         | ID              |
| Irão             | Teerã                     | Ásia Ocidental   | Persa             | IR              |
| Japão            | Tóquio                    | Ásia Oriental    | Japonês           | JP              |
| Kiribati         | Taraua                    | Oceania          | Inglês Gilbertês  | KI              |
| Laos             | Vientiane                 | Sudeste Asiático | Laociano          | LA              |
| Malásia          | Kuala Lumpur              | Sudeste Asiático | Malaio            | MY              |
| Maldivas         | Malé                      | Ásia Meridional  | Diveí             | MV              |
| Micronésia       | Paliquir                  | Oceania          | Inglês            | FM              |
| Mongólia         | Ulan Bator                | Ásia Oriental    | Mongol            | MN              |
| Myanmar          | Nepiedó                   | Sudeste Asiático | Birmanês          | MM              |
| Nauru            | Iarém                     | Oceania          | Inglês Nauruano   | NR              |
| Nepal            | Catmandu                  | Ásia Meridional  | Nepali            | NP              |
| Niue             | Alofi                     | Oceania          | Niueano           | NU              |
| Nova Zelândia    | Wellington                | Oceania          | Inglês Maori      | NZ              |
| Palau            | Ngerulmud                 | Oceania          | Palauano          | PW              |
| Papua-Nova Guiné | Porto Moresby             | Oceania          | Inglês Hiri Motu  | PG              |
| Paquistão        | Islamabade                | Ásia Meridional  | Urdu              | PK              |
| Quirguistão      | Bisqueque                 | Ásia Central     | Quirguiz          | KG              |
| Samoa            | Apia                      | Oceania          | Samoano           | WS              |
| Singapura        | Singapura                 | Sudeste Asiático | Malaio Mandarim   | SG              |
| Sri Lanka        | Seri Jaiavardenapura-Cota | Ásia Meridional  | Cingalês Tâmil    | LK              |
| Tailândia        | Banguecoque               | Sudeste Asiático | Tailandês         | TH              |
| Tajiquistão      | Dushanbe                  | Ásia Central     | Tajique           | TJ              |
| Timor-Leste      | Díli                      | Sudeste Asiático | Tétum Português   | TL              |
| Tonga            | Nucualofa                 | Oceania          | Tonganês          | TO              |
| Turquemenistão   | Asgabate                  | Ásia Central     | Turcomeno         | TM              |
| Tuvalu           | Funafuti                  | Oceania          | Tuvaluano         | TV              |
| Uzbequistão      | Tasquente                 | Ásia Central     | Usbeque           | UZ              |
| Vanuatu          | Porto Vila                | Oceania          | Bismalá           | VU              |
| Vietname         | Hanói                     | Sudeste Asiático | Vietnamita        | VN              |

### Estados Árabes
| Estado-parte           | Capital          | Localização         | Idioma oficial | Código (UNESCO) |
| ---------------------- | ---------------- | ------------------- | -------------- | --------------- |
| Arábia Saudita         | Riade            | Ásia Ocidental      | Árabe          | SA              |
| Argélia                | Argel            | África Setentrional | Árabe          | DZ              |
| Bahrein                | Manama           | Ásia Ocidental      | Árabe          | BH              |
| Catar                  | Doha             | Ásia Ocidental      | Árabe          | QA              |
| Egito                  | Cairo            | África Setentrional | Árabe          | EG              |
| Emirados Árabes Unidos | Abu Dhabi        | Ásia Ocidental      | Árabe          | AE              |
| Iêmen                  | Saná             | Ásia Ocidental      | Árabe          | YE              |
| Iraque                 | Bagdá            | Ásia Ocidental      | Árabe          | IQ              |
| Jordânia               | Amã              | Ásia Ocidental      | Árabe          | JO              |
| Kuwait                 | Cidade do Kuwait | Ásia Ocidental      | Árabe          | KW              |
| Líbano                 | Beirute          | Ásia Ocidental      | Árabe          | LB              |
| Líbia                  | Trípoli          | África Setentrional | Árabe          | LY              |
| Marrocos               | Rabate           | África Setentrional | Árabe          | MA              |
| Mauritânia             | Nouakchott       | África Setentrional | Árabe          | MR              |
| Omã                    | Mascate          | Ásia Ocidental      | Árabe          | OM              |
| Palestina              | Ramala           | Ásia Ocidental      | Árabe          | PS              |
| Síria                  | Damasco          | Ásia Ocidental      | Árabe          | SY              |
| Sudão                  | Cartum           | África Setentrional | Árabe          | SD              |
| Tunísia                | Tunes            | África Setentrional | Árabe          | TN              |

### Europa e América do Norte
| Estado-parte         | Capital          | Localização         | Idioma oficial            | Código (UNESCO) |
| -------------------- | ---------------- | ------------------- | ------------------------- | --------------- |
| Albânia              | Tirana           | Europa Meridional   | Albanês                   | AL              |
| Alemanha             | Berlim           | Europa Ocidental    | Alemão                    | DE              |
| Andorra              | Andorra-a-Velha  | Europa Meridional   | Catalão                   | AD              |
| Armênia              | Erevã            | Europa Oriental     | Armênio                   | AM              |
| Áustria              | Viena            | Europa Central      | Alemão                    | AT              |
| Azerbaijão           | Bacu             | Europa Oriental     | Azerbaijano               | AZ              |
| Bélgica              | Bruxelas         | Europa Ocidental    | Neerlandês Francês Alemão | BE              |
| Bielorrússia         | Minsk            | Europa Oriental     | Bielorrusso               | BY              |
| Bósnia e Herzegovina | Sarajevo         | Europa Meridional   | Bósnio                    | BA              |
| Bulgária             | Sófia            | Europa Oriental     | Búlgaro                   | BG              |
| Canadá               | Ottawa           | América do Norte    | Inglês Francês            | CA              |
| Chéquia              | Praga            | Europa Central      | Tcheco                    | CZ              |
| Chipre               | Nicósia          | Europa Meridional   | Grego                     | CY              |
| Croácia              | Zagreb           | Europa Meridional   | Croata                    | HR              |
| Dinamarca            | Copenhaga        | Europa Setentrional | Dinamarquês               | DK              |
| Eslováquia           | Bratislava       | Europa Central      | Eslovaco                  | SK              |
| Eslovênia            | Liubliana        | Europa Central      | Esloveno                  | SI              |
| Espanha              | Madrid           | Europa Meridional   | Espanhol                  | ES              |
| Estados Unidos       | Washington, D.C. | América do Norte    | Inglês                    | US              |
| Estónia              | Tallinn          | Europa Setentrional | Estoniano                 | EE              |
| Finlândia            | Helsinque        | Europa Setentrional | Finlandês                 | FI              |
| França               | Paris            | Europa Ocidental    | Francês                   | FR              |
| Geórgia              | Tbilisi          | Europa Oriental     | Georgiano                 | GE              |
| Grécia               | Atenas           | Europa Meridional   | Grego                     | GR              |
| Hungria              | Budapeste        | Europa Central      | Húngaro                   | HU              |
| Irlanda              | Dublin           | Europa Ocidental    | Irlandês                  | IE              |
| Islândia             | Reiquiavique     | Europa Setentrional | Islandês                  | IS              |
| Israel               | Tel Aviv         | Ásia Ocidental      | Hebraico                  |                 |
| Itália               | Roma             | Europa Meridional   | Italiano                  | IT              |
| Letónia              | Riga             | Europa Setentrional | Letão                     | LV              |
| Liechtenstein        | Vaduz            | Europa Ocidental    | Alemão                    | LI              |
| Lituânia             | Vilnius          | Europa Setentrional | Lituano                   | LT              |
| Luxemburgo           | Luxemburgo       | Europa Ocidental    | luxemburguês Francês      | LU              |
| Macedônia do Norte   | Escópia          | Europa Meridional   | Macedônio                 | MK              |
| Malta                | Valeta           | Europa Meridional   | Maltês                    | MT              |
| Moldávia             | Chisinau         | Europa Oriental     | Romeno                    | MD              |
| Mónaco               | Mónaco           | Europa Ocidental    | Francês                   | MC              |
| Montenegro           | Podgorica        | Europa Meridional   | Montenegrino              | ME              |
| Noruega              | Oslo             | Europa Setentrional | Norueguês                 | NO              |
| Países Baixos        | Amsterdão        | Europa Ocidental    | Neerlandês                | NL              |
| Polónia              | Varsóvia         | Europa Central      | Polonês                   | PL              |
| Portugal             | Lisboa           | Europa Meridional   | Português                 | PT              |
| Reino Unido          | Londres          | Europa Ocidental    | Inglês                    | GB              |
| Roménia              | Bucareste        | Europa Oriental     | Romeno                    | RO              |
| Rússia               | Moscou           | Europa Oriental     | Russo                     | RU              |
| San Marino           | San Marino       | Europa Meridional   | Italiano                  | SM              |
| Sérvia               | Belgrado         | Europa Meridional   | Sérvio                    | RS              |
| Suécia               | Estocolmo        | Europa Setentrional | Sueco                     | SE              |
| Suíça                | Berna            | Europa Ocidental    | Alemão                    | CH              |
| Turquia              | Ancara           | Europa Oriental     | Turco                     | TR              |
| Ucrânia              | Kiev             | Europa Oriental     | Ucraniano                 | UA              |
| Vaticano             | Vaticano         | Europa Meridional   | Latim                     | VA              |